# Объединённый полк войск связи Канадских вооружённых сил
Объединённый полк войск свя́зи Кана́дских вооружённых сил (фр. Régiment des transmissions interarmées des Forces canadiennes, RTIFC, фр. Régiment des transmissions interarmées des Forces canadiennes) — полк Канадских вооружённых сил, расположенный на базе Канадских вооружённых сил Кингстон (БКВС Кингстон) в Кингстоне (Онтарио) и обеспечивающий коммуникационную и информационную поддержку действующего командования. Девиз полка — «Везде и всегда». К заданиям полка могут относиться техническое обслуживание сетей связи, обеспечение информацией подразделений поддержки, предоставление средств связи Подразделению по природным катаклизмам, а также инструкций операторам и специалистам Национальной информационной, командной и контрольной системы